# Misery (píseň)
„Misery“ je píseň britské kapely The Beatles, která vyšla na jejich debutovém albu Please Please Me. Složili ji John Lennon a Paul McCartney. Lennon k tomu řekl: „Byla to tak trochu více Johnova píseň než Paulova, ale napsána byla společně.“ McCartney zase dodal: „Nemyslím si, že jeden z nás dominoval nad tím druhým, byla to prostě společná práce.“
„Misery“ byla první písní od Beatles, kterou převzal jiný interpret, konkrétně Kenny Lynch.

## Vývoj

### Kompozice
Umělecký a repertoární manažer Helen Shapiro, Norrie Paramor, hledal nový materiál pro její country a westernové album, které plánovala točit v Nashvillu, a tak navrhl Beatles, aby složili nějakou píseň speciálně pro ni. „Misery“ začala vznikat v zákulisí před vystoupením Beatles v King's Hall (ve městě Stoke-on-Trent), dne 26. ledna 1963, a později byla dokončena v McCartneyho domě na Forthlin Road. V té době McCartney řekl: „Nazvali jsme to ,Misery‘, ale není to tak pomalé, jak to zní, pohybuje se to docela v tempu, a myslíme, že s tím Helen odvede dobrou práci.“ Ovšem Paramor to považoval za nevhodné, a tak píseň nahrál britský zpěvák a bavič Kenny Lynch, čímž se stal prvním umělcem, který převzal skladbu od dvojice Lennon/McCartney, i když se mu s ní nepodařilo vstoupit do hitparád. Lynch se v roce 1973 objevil na obalu McCartneyho desky Band on the Run.

### Nahrávání
Když Beatles potřebovali původní materiál pro svoji desku Please Please Me, nahráli píseň sami, a to sice 11. února 1963 na 11 pokusů. Normální vícestopá páska měla v té době rychlost 15 ips (centimetrů za sekundu), ale „Misery“ bylo zaznamenáno na 30 ips, protože George Martin zamýšlel, že později přidá piáno a preferoval hraní v polovičním tempu o oktávu níž.

### Vydání
Píseň vyšla 22. března 1963 na albu Please Please Me. Připsána byla McCartneymu a Lennonovi v tomto pořadí, stejně jako jejich ostatní původní písně na albu. Od druhého alba With the Beatles se skladatelské duo začalo psát jako Lennon–McCartney. Píseň vyšla také na americkém albu Introducing... The Beatles, na EP The Beatles (No. 1) a na On Air – Live At The BBC Volume 2.

## Živá vystoupení
„Misery“ hráli Beatles živě pouze během roku 1963, poté ji do repertoáru již nikdy nezařadili. Například od 9. do 31. března 1963 s ní vystupovali na turné s Chrisem Montezem a Tommym Roem. Živě píseň zazněla také během vystoupení kapely v rádiu BBC.

## Sestava při nahrávání
- John Lennon – hlavní zpěv, akustická kytara
- Paul McCartney – hlavní zpěv, basová kytara
- George Harrison – sólová kytara
- Ringo Starr – bicí
- George Martin – piano

## Cover verze
| Rok  | Interpret                | Vydáno                                                           |
| ---- | ------------------------ | ---------------------------------------------------------------- |
| 1963 | Kenny Lynch              | jako singl                                                       |
| 1963 | Dick Rivers              | pod názvem „Mes Ennuis“ na EP Laisse Parler Ton Cœur             |
| 1964 | The Merseyboys           | na LP Saluting Their Return to America                           |
| 1964 | Tommy Scott and The Boys | jako instrumentální skladba na LP Sing Along with Beatles' Songs |
| 1965 | Tommy Adderley           | na LP Tommy                                                      |
| 1967 | Hana Pazeltová           | jako singl pod názvem „Toužení“ s textem Jindřicha Brabce        |
| 1976 | The Flamin' Groovies     | na LP Shake Some Action                                          |
| 1976 | Nippy                    | na LP En Hård Dags Nat                                           |
| 1993 | Eva Braun                | na albu Unplugged                                                |
| 1994 | Revir                    | pod názvem „Prva Ljubav“ na LP Raskršće                          |
| 2003 | Lolas                    | na albu Silver & Gold                                            |
| 2003 | Peter Lipa               | na kompilaci Beatles in Blue(s)                                  |
| 2005 | Purple Wizard            | na albu Purple Wizard                                            |
| 2006 | The Two of Us            | na albu Please Please Me                                         |
| 2010 | Klaus Beyer              | pod názvem „Jämmerlich“ na albu Gefall Mir                       |
| 2011 | The Big V                | jako MP3                                                         |
| 2012 | Halloween Alaska         | na kompilaci Minnesota Beatle Project Vol. 4                     |
| 2013 | Jamie Hoover             | na albu Jamie Two Ever                                           |

## Kulturní odkazy
- Píseň se objevila ve filmech I Wanna Hold Your Hand (1978)[18] a Concrete Angels (1987).[19]
- Dále také v dokumentárním seriálu Antologie Beatles (1995)[20] a v animovaném seriálu The Beatles (1965–1969).[21]